# 西鉄バス久留米・筑後車庫

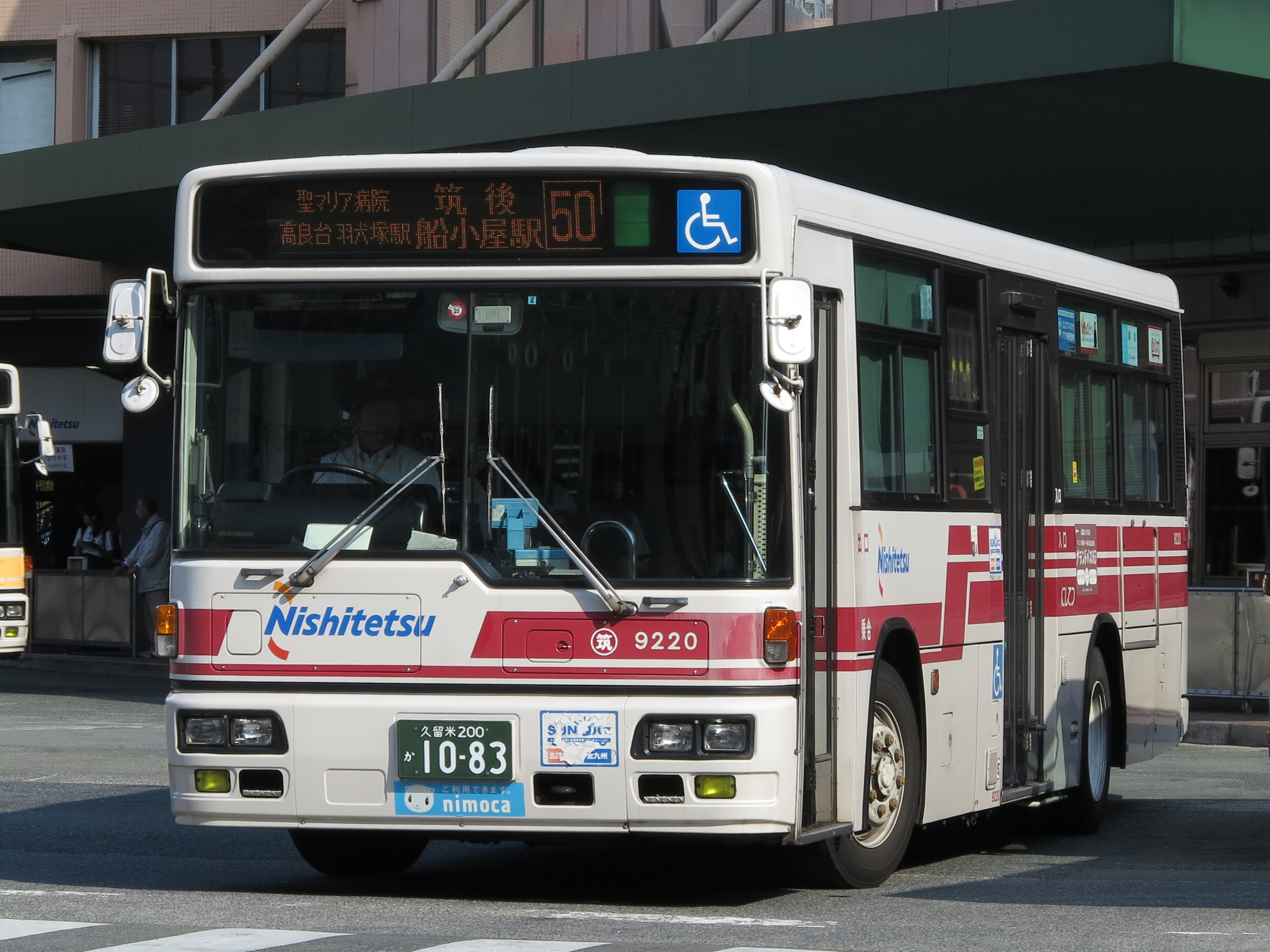
所属車（9220号車）。所属表記が【○筑】となっている。

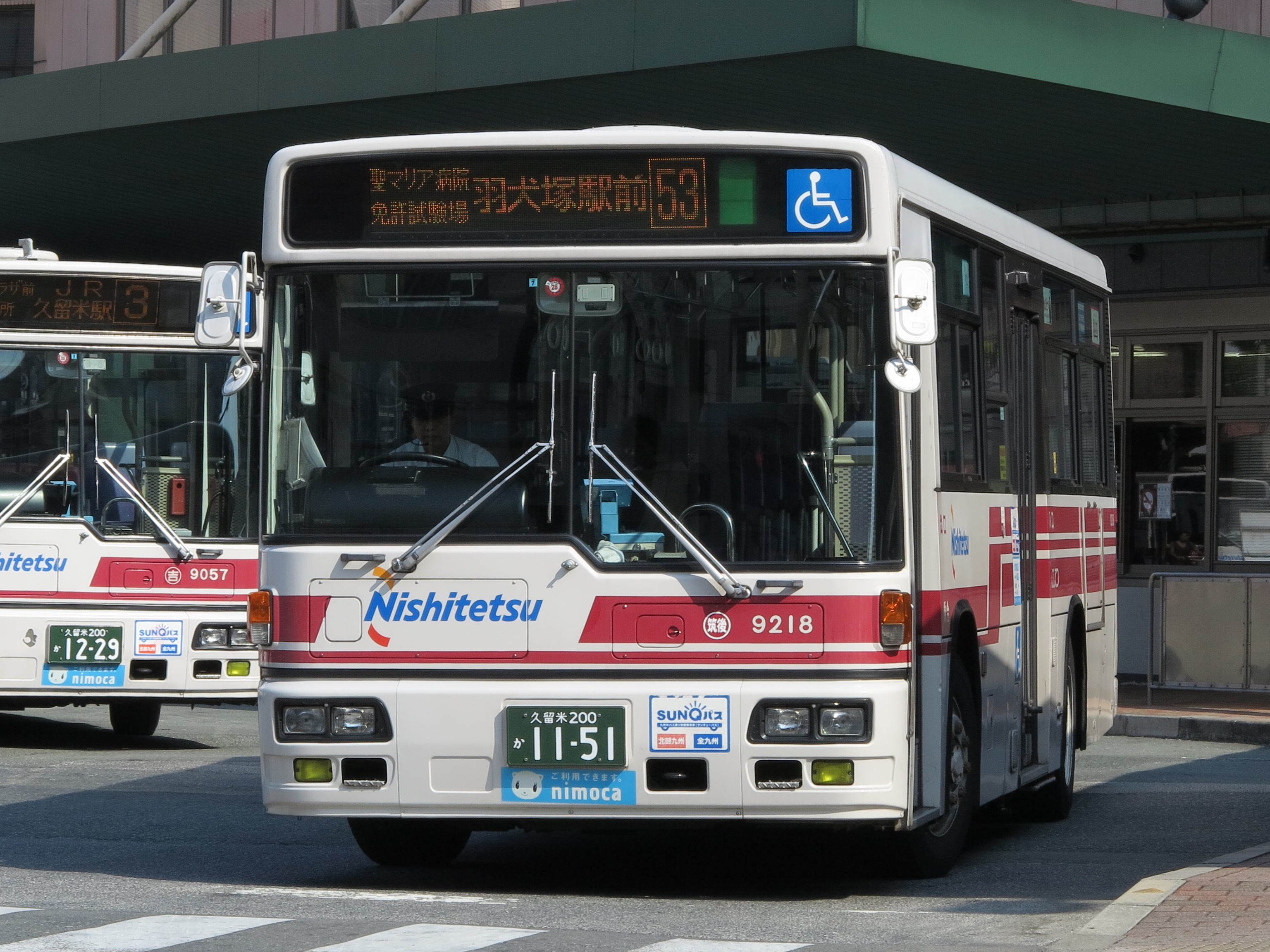
所属車（9218号車）。所属表記が【○筑後】となっている。

西鉄バス久留米・筑後車庫（にしてつバスくるめ・ちくごしゃこ）は、西日本鉄道（西鉄）の子会社である西鉄バス久留米・京町支社の車庫で、当車庫所属の車両は主に久留米市と筑後市を運行する路線を担当する。営業所内は車庫のみで、給油や整備は京町支社（縄手車庫・縄手工場）、点呼や精算業務も京町支社で行っている。

## 沿革
- 1983年（昭和58年）11月27日 - 京町自動車営業所船小屋車庫として開設。
- 1993年- 自動車営業所となり、船小屋自動車営業所に改称。
- 1997年-船小屋自動車営業所から筑後自動車営業所に改称。
- 19xx年- 南筑交通に管理委託とし、南筑交通船小屋支社に改称。
- 2001年（平成13年）8月1日 - 社名変更により西鉄バス久留米筑後車庫に改称。
- 2016年（平成28年）12月13日 - 西鉄本体による管理委託が解除され、全便西鉄バス久留米直営路線へ変更される。
- 2017年（平成29年）3月16日 - 御井町支社から55番(西牟田線)を移管される。
- 2022年（令和4年）4月1日 - 西鉄バス久留米・京町支社筑後車庫に改称される。

かつては西鉄八女自動車営業所（西鉄バス久留米・八女支社）と共同で荒尾車庫（熊本県荒尾市）が当営業所の車庫となっていた時期もあったが、のちに西鉄大牟田自動車営業所（現在の西鉄バス大牟田）に移管され、荒尾営業所（のちの西鉄バス大牟田荒尾支社）となった。

## 管轄路線

### 久留米 - 大牟田線（船小屋線）
主に国道209号を経由して久留米市と筑後市を結ぶ路線で、以下の2系統が運行されている。最も本数が多い西鉄久留米 - 羽犬塚駅前間で2系統合計で毎時2本程度運行される。
かつては久留米 - 大牟田間を運行していたが、2001年5月に船小屋で系統分断され、船小屋以南は2004年4月1日に路線廃止となった。以降は全便がJR久留米駅～船小屋（区間便の設定なし）で運行されるが、2011年3月12日の九州新幹線鹿児島ルート全線開通当日に行われたダイヤ改正により、船小屋から約1km先の筑後船小屋駅前まで再度延伸され、船小屋行きと筑後船小屋駅が毎時2本ずつ運転されるようになった。しかし2014年のダイヤ改正で減便と区間縮小が行われ、羽犬塚駅前発着・西鉄久留米発着の区間便が新たに設定された。
■ 50
JR久留米駅 - 荘島 - 西鉄久留米 - 広又 - 聖マリア病院 - 聖マリア病院前駅 - 野伏間 - 高良台 - 赤坂 - 筑後市役所前 - 羽犬塚駅前 - 船小屋 - 筑後船小屋駅前
- 2024年3月16日のダイヤ改正以降は、平日の日中（53番が運行されている時間帯）は西鉄久留米～羽犬塚駅前便、朝夕はJR久留米駅～船小屋の運行が主となっている。土日祝日は概ね、JR久留米駅～船小屋便とJR久留米駅～筑後船小屋駅前便が交互に運転される。
- JR久留米駅行きは、西鉄久留米→JR久留米駅間を行先番号1番として運行する。

■ 53
JR久留米駅 - 荘島 - 西鉄久留米 -（50と同経路） - 赤坂 - 筑後自動車免許試験場 - 筑後市役所前 - 羽犬塚駅前 - 船小屋 - 筑後船小屋駅前
- 50番のうち上町～羽犬塚小学校前間で免許試験場構内へ乗り入れるもので、2016年4月1日のダイヤ改正で新設された。平日日中のみ運行。2024年3月16日のダイヤ改正以降は大半の便がJR久留米駅～筑後船小屋駅間の運行で、羽犬塚駅前・船小屋発着便は僅かであり、西鉄久留米発着便の設定はない。
- 久留米方面は始発地→筑後自動車免許試験場前間のみ53番として、上町→広又は50番、西鉄久留米→JR久留米駅は1番として運行する。船小屋方面は終点まで53番として運行される。

### 西牟田線
■ 55
JR久留米駅 - 市役所前 - 西鉄久留米 - 花畑 - 西町 - 南町 - 藤光一丁目 - 野伏間 - 荒木駅前 - 久富 - 筑後市役所前 - 羽犬塚駅前
- 主に県道89号を経由する路線。1日4往復運行。久留米 - 筑後市間においては、50番より本数が少なく遠回りとなるが、運賃は同じである。西鉄久留米→JR久留米駅では、行先番号3番として運行する。
- 以前は、路線の途中にある横小路（よこしょうじ）停留所で折り返す便もあったが、現在はすべて羽犬塚駅までの運行である。2017年3月に御井町支社から筑後車庫へ移管された。

### 久留米市内線

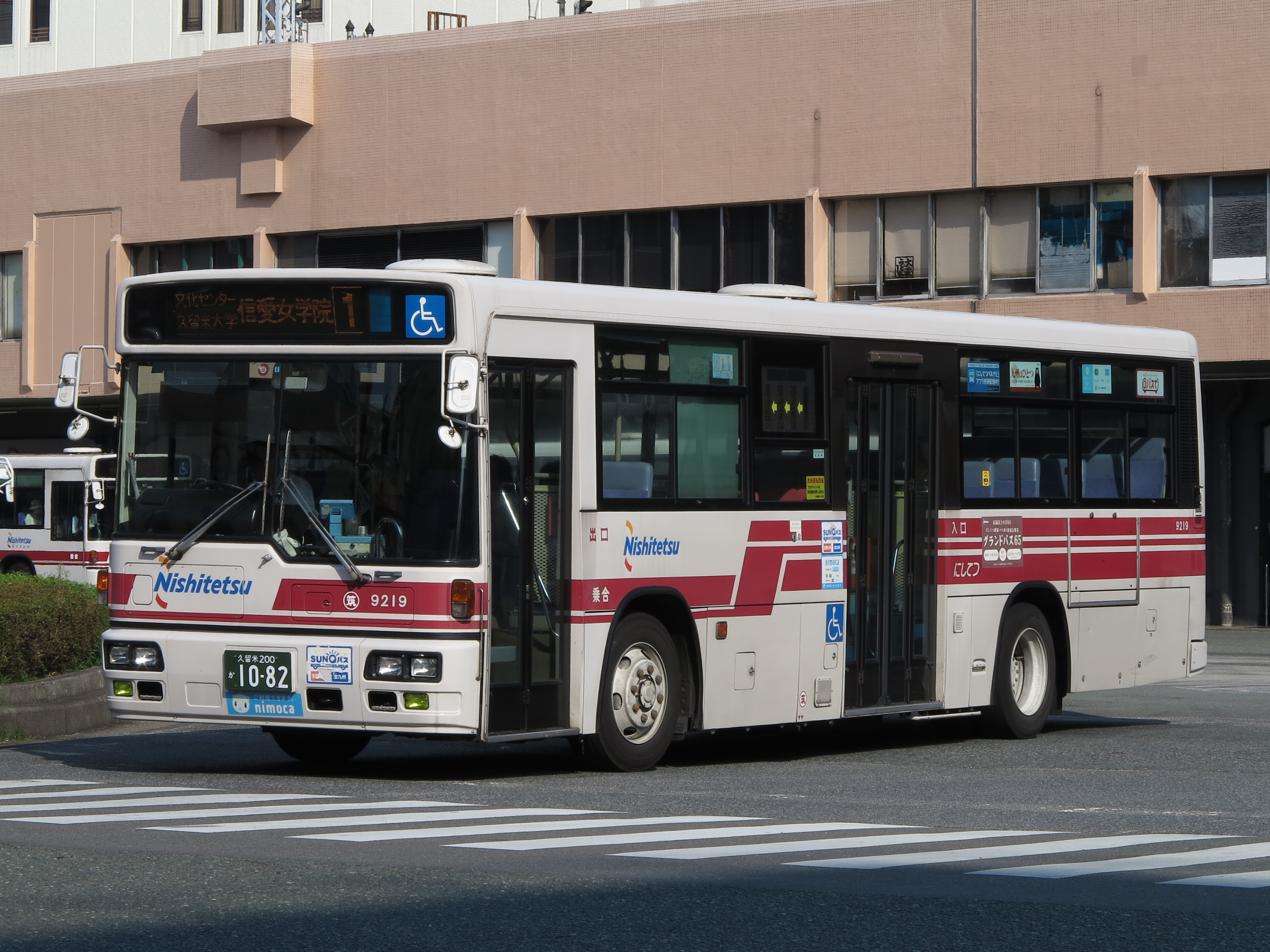
当車庫の車両が久留米市内線の運用に入っている様子（9219号車）

以下の路線は基本的に本社および京町支社(本所)による運行だが、一部便は当車庫所属の車両により運行されている。ただし、直行1番のみ当車庫単独運行。50番の間合い運用となるため、全て西鉄久留米発着である。
■ 直行1
西鉄久留米→朝妻→久留米大学前
- 2016年4月1日のダイヤ改正で平日朝1本のみ新設された。上記停留所のみ停車。

■ 1/1-1
西鉄久留米 - 文化センター前 - 千本杉 - 御井町 - 信愛学院
■ 7
西鉄久留米 - 文化センター前 - 十三部 - 船塚 - 競輪場口 - 附設高校前 - 信愛学院
■ 直行7
西鉄久留米→附設高校前→久留米大学前
- いずれも一部時間帯の一部便を担当。

## 車両
- 大型車は日産ディーゼル（当時、現「UDトラックス」）、いすゞエルガ西工B型。
- 中型車は日野レインボーⅡ・純正エルガミオ・西工エルガミオの配置。主に西牟田線で使用。

## 使用機器
- 運賃表示器、カードリーダー、運賃箱はレシップ製を使用。